# Chaleur sensible

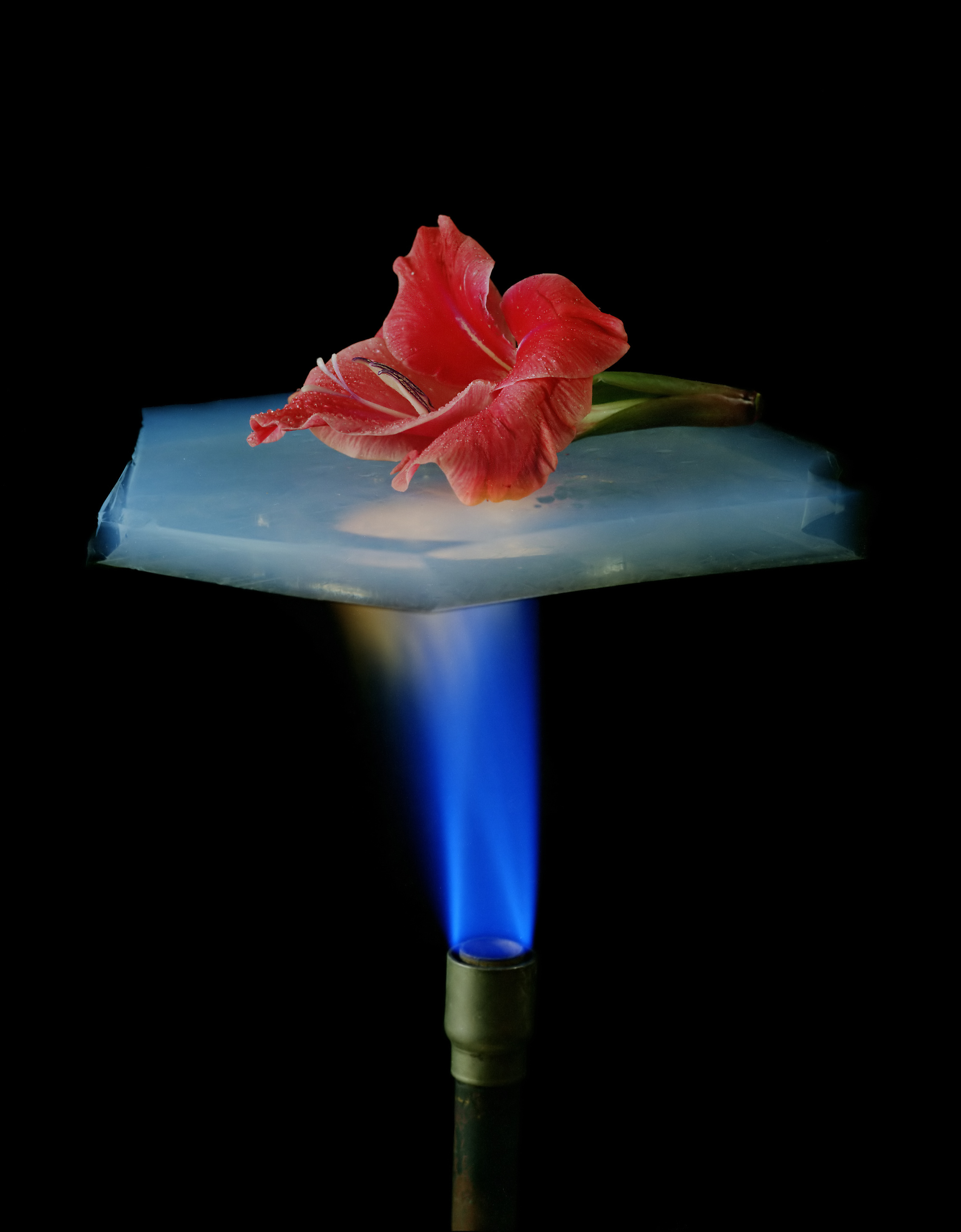
Expérience mettant en scène le phénomène de chaleur sensible : la fleur sur le morceau d'aérogel suspendu au-dessus d'un bec Bunsen n'est pas altérée par la flamme.

La chaleur sensible est la quantité de chaleur qui est échangée, sans transition de phase physique, entre plusieurs corps formant un système isolé.  Elle est qualifiée de « sensible » parce que ce transfert thermique sans changement de phase change la température du corps, effet qui peut être ressenti ou mesuré par un observateur.  En cela, la chaleur sensible s'oppose à la « chaleur latente », qui, elle, est absorbée lors d'un changement de phase, sans changement de température.

## Relation calorimétrique
Mathématiquement, la chaleur sensible Q échangée par un corps qui passe d'une température T1 à une température T2 est donnée  par la relation : 
où Q est la chaleur sensible (en J), m est la masse du corps (en kg), c est la chaleur massique de ce corps (en J kg−1 K−1), T1 et T2 sont les températures initiales et finales du corps (en K).
c est aussi appelée capacité thermique massique ou encore chaleur spécifique qui correspond à l'apport de chaleur nécessaire pour élever la température de l'unité de masse de la substance de 1 kelvin (1 K) lors de la transformation considérée. Cette grandeur c est caractéristique d'une substance donnée.
Pour les échanges de chaleur en continu, le système fonctionne en régime stationnaire par rapport au temps, mais en régime transitoire par rapport à l'espace. Donc, pour le dimensionnement des échangeurs de chaleur, on utilise habituellement la moyenne logarithmique des différences de températures (LMTD) telle que :
où :
- K est le coefficient global d'échange de chaleur (en W m−2 K−1)
- A est l'aire (en m2)
- P est la puissance thermique (en AAA, donc en J), avec : P = Q / t (t en secondes)
- LMTD est la moyenne logarithmique des différences de température soit :

avec :
- ∆TE : la différence de température d'entrée des fluides (valable pour un échangeur à contre-courant)
- ∆TS : la différence de température de sortie des fluides (valable pour un échangeur à contre-courant)

## Capacité thermique des solides
En première approximation, la capacité thermique des solides est décrite par la loi de Dulong et Petit.

## Capacité thermique des liquides
En première approximation, la capacité thermique des liquides est constante.
Pour l'eau : c = 1 cal g−1 K−1 (= 4,18 J g−1 K−1).
De façon générale : 0,5 cal g−1 K−1 < c < 1,0 cal g−1 K−1

## Notions liées
- Calorie